# 普通銀行
普通銀行（ふつうぎんこう）は、銀行法第4条第1項に基づき内閣総理大臣の免許を受けて銀行業を営む者をいう。なお、日本でいう「普通銀行」は「商業銀行」に相当するものの、業務の多様化から、伝統的な意味での「商業銀行」と比較するとその域を超えたものになっているといわれている。

## 概要
銀行法では単に「銀行」としているが、銀行法および同法に基づく命令以外の法令においては、「銀行」は原則として（銀行法上の銀行ではない）長期信用銀行を含むため（長期信用銀行法第18条）、銀行法上の銀行であることを示す場合にこの語が用いられる（更生特例法第2条第1項第1号、合併転換法第2条第1項第1号、振替法第262条第3項など）。原則的に外国銀行支店について銀行免許を得た当該外国銀行を含むが、法令上は含まないと解される場合もある。

## 業務の範囲
普通銀行は次の業務を営むことができ、それ以外の業務は行うことができない。
- 銀行業（固有業務）
  1. 預金、定期積金または相互掛金の受入れ。
  2. 資金の貸付けまたは手形の割引。
  3. 為替取引
- 付随業務 : 銀行業に付随する業務。例として次のものが含まれる。
  1. 債務の保証または手形の引受け。
  2. 有価証券（5に規定する証書をもって表示される金銭債権に該当するものおよび短期社債等を除く。）の売買（有価証券関連デリバティブ取引に該当するものを除く）または有価証券関連デリバティブ取引（投資の目的をもってするものまたは書面取次ぎ行為に限る） 。
  3. 有価証券の貸付け。
  4. 国債、地方債もしくは政府保証債（以下「国債等」という。）の有価証券の引受け（売出しの目的をもつてするものを除く。）または当該引受けに係る国債等の募集の取扱い。
  5. 金銭債権（譲渡性預金の預金証書、コマーシャル・ペーパー、住宅抵当証書、貸付債権信託の受益権証書、抵当証券、商品投資受益権の受益権証書、外国の法人の発行する証券又は証書で銀行業を営む者その他の金銭の貸付けを業として行う者の貸付債権を信託する信託の受益権又はこれに類する権利を表示するもの、および16または18の取引に係る権利を表示する証券又は証書をもって表示されるものを含む。）の取得又は譲渡。
  6. 指名金銭債権を裏付資産とする一定の証券化商品たる有価証券の引受け（売出しの目的をもってするものを除く。）又は当該引受けに係る有価証券の募集の取扱い。
  7. 短期社債等の取得又は譲渡。
  8. 有価証券の私募の取扱い。
  9. 地方債又は社債その他の債券の募集または管理の受託。
  10. 銀行その他金融業を行う者（外国銀行を除く。）の業務（11に掲げる業務に該当するものを除く。）の代理または媒介（銀行法施行規則第13条で定めるものに限る）。
  11. 外国銀行の業務の代理または媒介（銀行の子会社である外国銀行の業務の代理または媒介を当該銀行が行う場合における当該代理または媒介その他の内閣府令で定めるものに限る） 。
  12. 国、地方公共団体、会社等の金銭の収納その他金銭に係る事務の取扱い。
  13. 有価証券、貴金属その他の物品の保護預り。
  14. 振替業。
  15. 両替。
  16. デリバティブ取引（有価証券関連デリバティブ取引に該当するものを除く）（5に掲げる業務に該当するものを除く）。
  17. デリバティブ取引（有価証券関連デリバティブ取引に該当するものを除く。）の媒介、取次ぎまたは代理。
  18. 金利、通貨の価格、商品の価格、排出権[注 1]の価格その他の指標に係る先物・先渡取引、商品デリバティブ取引、排出権デリバティブ取引（19において「金融等デリバティブ取引」という。）（5および16に掲げる業務に該当するものを除く）。
  19. 金融等デリバティブ取引の媒介、取次ぎ又は代理（17に掲げる業務に該当するものおよび上場商品構成物品等について商品市場における相場を利用して行う一定の店頭商品デリバティブ取引の媒介、取次ぎまたは代理を除く）。
  20. 有価証券関連店頭デリバティブ取引（当該有価証券関連店頭デリバティブ取引に係る有価証券が5に規定する証書をもって表示される金銭債権に該当するものおよび短期社債等以外のものである場合には、差金の授受によつて決済されるものに限る。21において同じ。）（2に掲げる業務に該当するものを除く）。
  21. 有価証券関連店頭デリバティブ取引の媒介、取次ぎまたは代理。
  22. 機械類その他の物件に係るファイナンス・リースを行う業務。
  23. 22に掲げる業務の代理または媒介。
- その他業務
  1. 投資助言業務。
  2. 他業有価証券関連業（付随業務として営む業務を除く）。
  3. 自己信託に係る事務に関する業務。
  4. 排出権を取得し、もしくは譲渡することを内容とする契約の締結またはその媒介、取次ぎもしくは代理を行う業務（付随業務として営む業務を除く）。

### 普通銀行の区分
日本においては、普通銀行は次の様に区分される。なお、株式会社商工組合中央金庫および長期信用銀行は普通銀行と同じく株式会社形態であるが、根拠法が異なるため、普通銀行には含まれない。
- 都市銀行 - みずほ銀行、三菱UFJ銀行、三井住友銀行、りそな銀行。
- 地方銀行
  - 地方銀行 - 全国地方銀行協会加盟62行。
  - 第二地方銀行 - 第二地方銀行協会加盟37行。
  - その他の銀行 - 埼玉りそな銀行（都市銀行に含める場合もある）。
- 信託銀行
  - 個人向け信託業務を行う信託銀行（かつての「専業信託」） - 三菱UFJ信託銀行、みずほ信託銀行、三井住友信託銀行（りそな銀行は都市銀行であるが、源流である旧大和銀行の時代から信託併営であることから、信託銀行に含める場合もある）。
  - 外国銀行系信託銀行 - ニューヨークメロン信託銀行、ステート・ストリート信託銀行。
  - 金融機関または一般企業の子会社である信託銀行 - SMBC信託銀行、野村信託銀行、オリックス銀行など。
  - 資産管理専門銀行 - 日本マスタートラスト信託銀行、日本カストディ銀行。
- 新たな形態の銀行
  - ネット銀行 - PayPay銀行、ソニー銀行、楽天銀行、住信SBIネット銀行、auじぶん銀行、大和ネクスト銀行、みんなの銀行、UI銀行、GMOあおぞらネット銀行。
  - ATM網の全国展開 - セブン銀行、イオン銀行、ローソン銀行。
  - ショッピングセンター利用の個人を対象 - イオン銀行。
  - 破綻した銀行の一時的引き継ぎ - 整理回収機構。
- 外国銀行の在日支店 - シティバンク、エヌ・エイ、バンク・オブ・アメリカなど
- その他 - ゆうちょ銀行、SBI新生銀行、あおぞら銀行、（旧）シティバンク銀行、SBJ銀行。

### かつて存在した普通銀行以外の形態の銀行
- 国立銀行 → 明治時代初期に国立銀行条例に基づき設置、経営は民間で行われていたが政府に代わって紙幣発行などの公的業務も行う。日本銀行設立後、普通銀行に転換。
- 特殊銀行 → 終戦後の施策により、普通銀行ないしは長期信用銀行に転換（普通銀行転換に伴って、特殊銀行が行ってきた金融債発行などの業務を行う長期信用銀行を別途新設したケースもある）。
- 貯蓄銀行 → 貯蓄銀行の廃止に伴い普通銀行に転換。
- 相互銀行 → 相互銀行法の廃止に伴い普通銀行に転換。
- 外国為替銀行 - 東京銀行（現・三菱UFJ銀行）が唯一の外国為替銀行であったが、普通銀行たる三菱銀行との合併に伴い消滅し、外国為替銀行法も廃止。
- 長期信用銀行 → 長期信用銀行法を含め制度上はなお存続しているが、いずれも都市銀行との吸収合併による消滅、または普通銀行に転換のいずれかとなっているため、存在しない。

## 協同組織金融機関との関係
日本では、法律に基づかない預金の受入れは出資法第2条で禁止されているが、普通銀行や長期信用銀行、商工組合中央金庫以外にも、信用金庫・信用協同組合・農業協同組合・漁業協同組合・労働金庫など、特別法により預貯金の受入れを業とする協同組織形態の金融機関（協同組織金融機関）が存在する。普通銀行や長期信用銀行、商工組合中央金庫は、営利法人といえど、金融の高い公共性を担う存在として銀行法はじめ様々な法令の規制下におかれるが、協同組織金融機関は、同様に公共目的をもった金融機関と位置づけられている。すなわち、協同組織金融機関は、一般に利用者（組合員・会員）自身の出資に拠って存立し、私的な営利目的の銀行とは異なり、中小事業者や一般個人の発展繁栄を通じて、福祉の向上と社会秩序の安定に資するという公共的な事業目的を有しており、そうした目的を達成する観点から、業務の地域や取引相手が限定される一方、営利組織である銀行よりも有利な税制、商品の取り扱いが認められている。特に出資については、株式会社と異なり、協同組合原則（ロッチデール原則）により、組合員・会員（総代）の議決権は、出資額にかかわらず、一人一票であり、株式会社とは異なり、大資本の買占めによる経営支配はできず、利用者一人ひとりの意思を反映した、民主的で安定的な経営が出来る仕組みとなっている。
協同組織金融機関の業容が拡大する中、取引先中小企業の業容もまた大企業へと進展する事例も多く、1991年に東京都の旧・八千代信用金庫が第二地方銀行へ転換した八千代銀行（2018年、きらぼし銀行に改称し、地方銀行に転換）は、このような出資・預金・貸付に関する制限は業務（取引継続）の制約となるととらえ、銀行への改組を図った。銀行が小規模な（または親密先の）協同組織金融機関の手形交換、外国為替業務などを受託することも多い。

## 銀行代理店との関係
銀行の固有業務（銀行法第10条第1項）の代理・媒介をアウトソーシングなどによって委託される、銀行業以外の企業のこと。運営母体としては銀行子会社を含むグループ会社が多い が一部では個人が行う場合もある。日本では銀行法により定められており、預金の預入やローンの取り扱いを、銀行以外の個人や企業が行うことができる。当初は銀行の100%子会社であることなど条件が厳しかったが、何度か規制緩和が行われ、2006年4月施行の改正では参入条件が大幅に緩和された。

## 休業日
日本の銀行は、原則として日曜日、国民の祝日、12月31日から翌年の1月3日までの日、土曜日を休業日としている（銀行法第15条第1項、銀行法施行令第5条）。ただし、住宅ローンなどを扱うローンセンターのような部門では、土曜や日曜に営業する店舗もある。

## 特長

### 審査能力について
長年不動産（物的）や保証人（人的）担保に融資をするビジネススタイルをとっていたため、外資系銀行に比べて企業資産の審査能力が低いとされ、近年は、プロジェクト・ファイナンスやM&A等で、企業の生み出すキャッシュフローにて企業価値の判断やそのリスク管理を行う審査制度の確立を急いでいた。しかし、2007年から2008年にかけて、アメリカやヨーロッパの一流大手銀行が、軒並みサブプライムローン関連の証券化商品による巨額の損失を計上し、世界的な金融システム不安が発生する中で、「外国系銀行が審査能力が高い」とは、決して言えないこと、むしろ外国系銀行が統計学に基づくリスク管理手法を過信しリスクテイクバブルに陥っていたことが露呈した。また、中小企業融資に際して審査の迅速化を目的に、統計学を用いてスコアリングを行い、書類提出のみで手続きが完結するスコアリング判定ビジネスローン（以下BL）を多くの銀行が展開したが、一方で提出書類を偽造した詐欺事件が発生し、銀行員自身の目利き能力の低下にもつながるという問題も指摘されている。定量評価のみの機械的な与信判断で融資量を拡大したBLは、結果として不良債権を増加させることになった（メガバンクが相次いでBLを導入したのは、中小企業向け融資を拡大しなければならない金融庁の意向が反映していた側面もあり、事実、一時期、金融庁はスコアリング融資を各金融機関に推奨していたが、現在はとり止めている）。2007年現在、りそな、三菱東京UFJの各行が相次いで新規取り扱いを停止している。

### 利益率について
大半の邦銀は、利益原資の8 - 9割が預貸金利鞘であるが、この伝統的業務に依存するビジネスモデルでは利益率が低く（邦銀の純利益率は2005年現在、1% - 0.4%と外銀に比べ非常に低い）、さらに、間接金融から直接金融の流れの中で、縮小傾向にあるため、邦銀は、アメリカの銀行に追随して、消費者ローンや投信販売などの、リスクの高い金融商品の販売に活路を見出そうとしている。この為、一時期、三井住友銀行はプロミスに、三菱UFJフィナンシャル・グループはアコムといった様に、利益率の高いとされた消費者金融業（サラ金）に出資、グループ傘下にし、連結収益のかさ上げを図った。しかし、近年の出資法改正議論によるグレーゾーン金利撤廃の動きの中、2007年現在、相次いだ過払い金返還請求により、消費者金融業界はビジネスモデルの変更を余儀なくされている。また、外銀のように利益に占める役務収益（M&Aや、金融商品販売の手数料）割合の増加に力を入れているものの、短期での利益を追求するため、優越的地位の濫用を行い、意味合いの異なる金融商品を矢継ぎ早に客や取引先に半ば強引に、または損失リスクを告げずに売りつけて不利益を被らせることが多々ある。最近では、2005年に三井住友銀行法人営業部は、中小企業に融資する際、金利スワップ商品の購入を強要したため、公正取引委員会から排除勧告を、金融庁からは一部業務停止命令を受けた。

### 国際マーケットでの存在感の低迷と直近における逆転優位
失われた10年の間に、多くの銀行が海外から撤退・縮小し、日本では強みがあるが外国では振るわない「お山の大将」「井の中の蛙」のようになっている。近年、メガバンクは、アジア圏を中心に再進出を図っているが、セグメント収益に占める海外割合は依然2割前後と低い。例えば、HSBCの欧州・香港外地域からの収益の比率、シティグループの米国外地域からの収益の比率は、いずれもおよそ50%である。

### リレーションシップについて
例えば、銀行員の人事異動サイクルは公務員同様、平均2 - 3年である。この短いサイクルの理由は、横領や経済犯罪（浮き貸しなど）を防ぐためである。しかし、バブル景気崩壊以降は、無理な融資や、十分な査定を行わなかったために不良債権となった融資などの責任の所在を不明瞭にするための隠れ蓑に利用される場合があるとされる。耐震偽装問題における被害者の住宅ローン (※1)、保険会社が倒産した変額保険ローンやゴルフ場が倒産したゴルフ会員権ローン (※2) 等の、返済が免責されない、などの問題がある。※1 アメリカでは、住居が瑕疵等で不動産担保としての価値が無くなればローンが法的に免責になる。これは、アメリカの住宅ローン制度が、担保物件以上に債務が訴求しないノンリコースローンとして“ローンの返済をしなくても、家を返せば完済となる”2008年1月21日付J-CASTニュース（枝川二郎のマネーの虎-借りてはいけない住宅ローン） 仕組であり、銀行自身もローンの価格変動リスクを負うためである。
ただし、不動産取引においてその担保価値の品質保証としてエスクロー制度が利用され、また、住宅ローンはすぐに証券化されモーゲージブローカによって有価証券として取引される。このため、サブプライムローンのようにリスクを第三者に転嫁してモラルハザードを行うような状況を招くなど、アメリカの住宅ローン制度は極めて問題がある制度であることが顕在化した。ローン免責が可能な背景には、法制度の前提として、制度的にその品質管理能力とリスクの分散が図られている点に留意が必要である。しかし、その品質管理能力やリスク分散が、結局は、モラルハザードによる国際金融危機を招く引き金となったという点で、アメリカの制度は欠陥が大きすぎる。日本の場合は、不動産証券化が途についたばかりであるゆえに、問題を生じていない。さらに、法的にも免責される制度はない（例えば、通常の売買契約で、耐震偽装問題のように商品に瑕疵また契約に錯誤・無効・詐欺があると、買主は、民法571条により担保責任との同時履行を主張して代金の支払を拒める。しかし、割賦購入斡旋、この場合の住宅ローンでは、売買と立替払契約とが別々になされているため、買主の売主に対する抗弁、つまり支払拒否が銀行に対して主張しうるかという問題が生ずる。判例による結論から言えば、信義則違反、つまり銀行が売主と密接不可分な関係であったことを買主が証明しない限り、その支払義務は免責されない。それゆえに、日本ではモラルハザードが生じにくいというメリットがある）。※2 前述の住宅ローンと同様に免責がなされないが、これらは主にバブル期を中心に業者と銀行が一体となって販売を推進したため、より銀行の責任が大きいと言え、実際に各地でローン無効の訴訟が提起されている。

### 企業の社会的責任の問題
2006年3月期決算は、各メガバンクともバブル期を上回る利益（もっとも、前年度の貸倒引当金戻入益の計上があるため、一時的な数字である）をあげた。朝日新聞は2006年11月26日付の社説で、預金者への利益還元のあり方、特に、手数料やサービスの是正が進んでいない、と主張した。一方、2006年より三菱東京UFJ銀行をはじめとする三菱UFJフィナンシャル・グループは、自行ATM及びコンビニATM（イーネット、ローソンATM、セブン銀行）での振込手数料の一部を無料化した（窓口振込、ATMでの現金による振込、三菱東京UFJダイレクト（有人対応分）による振込、他行あては対象外。ATM時間外手数料は所定の手数料がかかる）。また、同グループの三菱東京UFJ銀行は上記3社が運営するコンビニATMでのコンビニ利用手数料を2007年3月に全面的に廃止した(現在は、自行ATMの手数料を土日を含む8時から21時までを無料化する代わりに、コンビニATMは時間内も有料化された)。そして、同年のゼロ金利政策解除により、各銀行の普通預金金利は上昇した。なお、大手金融機関は失われた10年で相次いだ赤字決算の繰越控除が続いているため、2007年現在で法人税等を納付しているのは、住友信託銀行のみである。